# Michael Richards
Michael Anthony Richards, född 24 juli 1949 i Culver City, Los Angeles, Kalifornien, är en amerikansk skådespelare och komiker. Han är mest känd som Cosmo Kramer i TV-serien Seinfeld (1989–1998).

## Biografi
Michael Richards föddes i Culver City i Kalifornien. Hans mor Phyllis Richards (flicknamn Nardozzi), var arkivarie på sjukhus och fadern William Richards var elektroteknikingenjör Han studerade på California Institute of the Arts och erhöll en kandidatexamen i teater vid Evergreen State College 1975. Under skoltiden hade han och skådespelaren Ed Begley Jr. en kortlivad föreställning inom improvisationsteatern. Medan han studerade vid Los Angeles Valley College fortsatte han med studentteater. Senare har han sagt att han är tacksam för att skolsystemet introducerade honom till scenkonsten. Under Vietnamkriget inkallades Michael Richards och tillbringade två år i USA:s armé. Han stationerades i Tyskland och tjänstgjorde som en av regissörerna till en underhållnings- och utbildningsshow. När han kom tillbaka till USA tillbringade han några år i ett hippiekollektiv i Kalifornien. 1979 arbetade Michael Richards som busschaufför samtidigt som han hade en ståupp-show.
Michael Richards är frimurare av 33:e graden inom den Skotska Riten.

## TV- och filmkarriär
Michael Richards började sin karriär som ståuppkomiker och 1979 fick han vara med när Billy Crystal hade en TV-specialare. Han fick plats i ensemblen till den kortlivade teveserien Fridays, TV-bolaget ABCs svar på NBCs succé Saturday Night Live. Vid ett tillfälle var Andy Kaufman med som gästartist. Andy Kaufman vägrade följa manus och Michael Richards kom med replikkorten varvid Andy Kaufman slängde ett glas dricka i ansiktet på honom. Michael Richards hävdar att han var med på skämtet. Scenen är med i filmen Man on the Moon,  som handlar om Andy Kaufman, där Michael Richards spelas av Norm Macdonald dock utan att namnges. Efter Fridays var Michael Richards med som gästartist i flera TV-serier som Skål, Rätt i natten, Miami Vice och St. Elsewhere.
Bland filmer han varit med i finns En brud på hugget, Airheads, Titta vi opererar, Satungen, Coneheads och Vidioten.

### Seinfeld
År 1989 fick Michael Richards rollen som Cosmo Kramer i NBC:s situationskomedi Seinfeld. Serien skapades av kollegan från TV-serien Fridays Larry David och Jerry Seinfeld. Karaktären Kramer bor i TV-serien granne med titelrollen Jerry Seinfeld och är modellerad på Kenny Kramer en före detta granne till skaparen Larry David. I första avsnittet gick Kramer under namnet Kessler men när det blev klarlagt att en stämning inte var möjlig fick karaktären bära namnet Kramer. Normalt kallades karaktären endast med sitt efternamn och det var inte förrän under den sjätte säsongen som förnamnet Cosmo avslöjades för tittarna och rollfigurerna.
Michael Richards vann tre stycken Emmy Award för rollen som Kramer, vilket är mer än någon annan av skådespelarna i Seinfeld. Han vann 1993, 1994 och 1997 och i kategorin Outstanding Supporting Actor in a Comedy Series, bästa biroll i en komediserie.
Han gjorde också ett gästframträdande i Galen i dig parallellt med sin roll i Seinfeld.

### Efter Seinfeld
Efter Seinfeld började Michael Richards åter med en TV-serie för NBC, The Michael Richards Show, i vilken han spelade huvudrollen, var medförfattare och medproducent. Från början var det en mysteriekomedi där Michael Richards spelade en fumlig privatdetektiv. Pilotavsnittet fick dåligt mottagande och NBC begärde att den skulle göras om till en vanlig kontorsbaserad situationskomedi. Serien lades ned efter några veckor med fortsatt svagt mottagande och dålig kritik.
År 2003 var Michael Richards med i en uppsättning av Arsenik och gamla spetsar på Strand Theatre i London, där han spelade gangstern Jonathan Brewster.
I Jerry Seinfelds film, den tecknade Bee Movie från 2007, gjorde han rösten till karaktären Bud Ditchwater. År 2009 samlades han och de övriga karaktärerna från Seinfeld i den sjunde säsongen av Seinfeldskaparen Larry Davids TV-serie Simma lugnt, Larry!.

#### Incidenten på Laugh Factory
Den 17 november 2006 uppträdde Michael Richards på Laugh Factory i Los Angeles i Kalifornien. En mobiltelefonkamera filmar där hur Michael Richards skäller ut några mörkhyade personer i publiken med rasistiska tillmälen. Personerna hade enligt rapporter häcklat Richards och stört hans framträdande. Förutom att han vid flera tillfällen säger neger refererar han också till lynchning. Personerna lämnar lokalen och Michael Richards fortsätter harangerna.
Michael Richards var senare med på satellit på Late Show with David Letterman där Jerry Seinfeld var gäst och bad offentligt om ursäkt. Han var också med på den svarte människorättsaktivisten Jesse Jacksons radioprogram.
I juli 2007 meddelar Michael Richards att han avslutar sin ståuppkomikkarriär, delvis beroende på incidenten.
Vid medverkan i Simma lugnt, Larry! parodierades händelsen när han skriker åt den svarta karaktären Leon Black att ”jag önskar det fanns ett fruktansvärt ord jag kunde kalla dig som skulle göra dig lika arg som jag är”. I scenen filmar åskådarna utbrottet med mobiltelefonkameror.
I juni 2024 utgav Michael Richards memoarboken Entrances and Exits.

## Filmografi (urval)
- 1980–1982 – Fridays (TV-serie) (54 avsnitt)
- 1982 – Titta vi opererar
- 1984 – Rätt i natten (TV-serie) (avsnittet "Take My Wife, Please")
- 1984–1985 – St. Elsewhere (TV-serie) (fem avsnitt)
- 1985 – Skål (TV-serie) (avsnittet "Bar Bet")
- 1985 – Scarecrow and Mrs. King (TV-serie) (avsnittet "Car Wars")
- 1985 – Transylvanien, var god och dröj!
- 1985 – Spanarna på Hill Street (TV-serie) (avsnittet "An Oy for an Oy")
- 1986 – Miami Vice (TV-serie) (avsnittet "The Fix")
- 1987–1988 – Marblehead Manor (TV-serie) (elva avsnitt)
- 1989 – Vidioten
- 1990 – Satungen
- 1990–1998 – Seinfeld (TV-serie) (172 avsnitt)
- 1993 – Coneheads
- 1993 – En brud på hugget
- 1994 – Airheads
- 1995 – Unstrung Heroes
- 1997 – Rätt och galet
- 2000 – The Michael Richards Show (TV-serie) (sju avsnitt)
- 2007 – Bee Movie (röst)
- 2009 – Simma lugnt, Larry! (TV-serie) (tre avsnitt)
- 2013–2014 – Kirstie (TV-serie) (tolv avsnitt)